# L'Écho de Lyon

L'Écho de Lyon était un des nombreux quotidiens basés à Lyon au XIXe siècle.

## Historique
Se présentant comme le Journal de La Guillotière (un quartier de la ville de Lyon, situé sur la rive gauche du Rhône, situé dans le 7e arrondissement) et des communes des départements du Rhône et de l'Isère, il a été publié de 1870 à 1905, comptant parmi ses journalistes le député Sébastien Pichon.